# Liubov Mukhatxova
Liubov Mukhatxova   (Staraia Russa i Boksitogorsk, 23 de juliol de 1947) és una esquiadora de fons russa, ja retirada, que va competir sota bandera soviètica durant la dècada de 1970.
El 1972 va prendre part als Jocs Olímpics d'Hivern de Sapporo, on va disputar tres proves del programa d'esquí de fons. Formant equip amb Alevtina Olyunina i Galina Kulakova guanyà la medalla d'or en els relleus 3x5 km, mentre en els 10 quilòmetres fou quarta i en els 5 quilòmetres sisena.
En el seu palmarès també destaquen cinc campionats soviètics, tots en la prova de relleus (1970, 1971, 1972, 1975 i 1976). Una vegada retirada passà a treballar d'entrenadora d'esquí de fons.